# 몽고 산타마리아

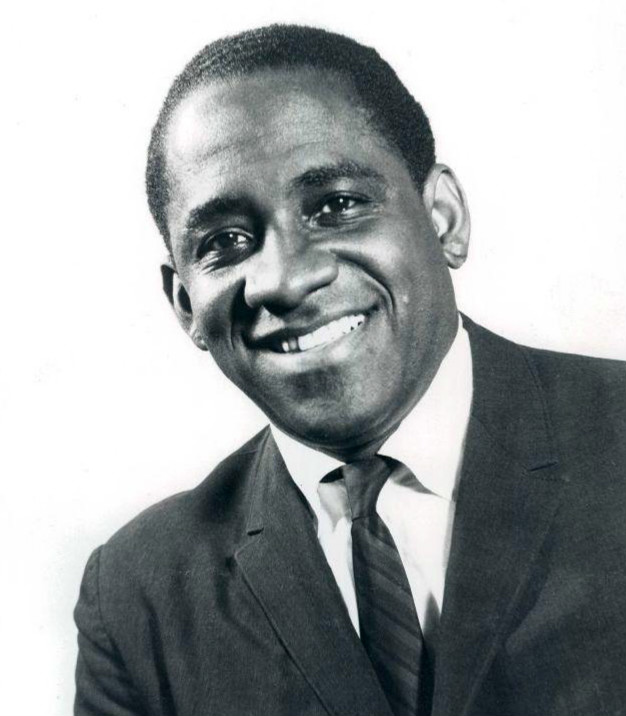
1969년

몽고 산타마리아(스페인어: Mongo Santamaria, 1922년 ~ 2003년)는 쿠바의 타악기 연주자이다. 1922년 4월 7일에 아바나의 빈민가에서 태어나 처음에는 바이올린을 배웠으나 콩가, 봉고와 같은 타악기로 전향하였다. 제2차 세계대전 직후에 미국으로 가서 페레스 프라도 악단에서 3년간, 티토 푸엔테 악단에서 7년간, 재즈의 칼 제이더 악단에서 3년간 있은 뒤 1961년에 자체 악단을 조직하였다. 마침 그 시기는 파창가가 유행한 시기였으므로 그도 처음에는 파창가 전문 밴드를 만들었으나, 아프로 쿠바 음악과 리듬 앤 블루스와의 결합을 목표로 새로운 음악을 시도하는 사이, 1963년에 《워터 멜론 맨》이 인기를 얻어 라틴 록 유행의 기초를 굳혔다. 그 자신은 결코 상업적 성공만을 바라는 사람이 아니며, 훌륭한 쿠바 음악의 감각을 지닌 연주를 들려주었다.